# Knight Rider (film)

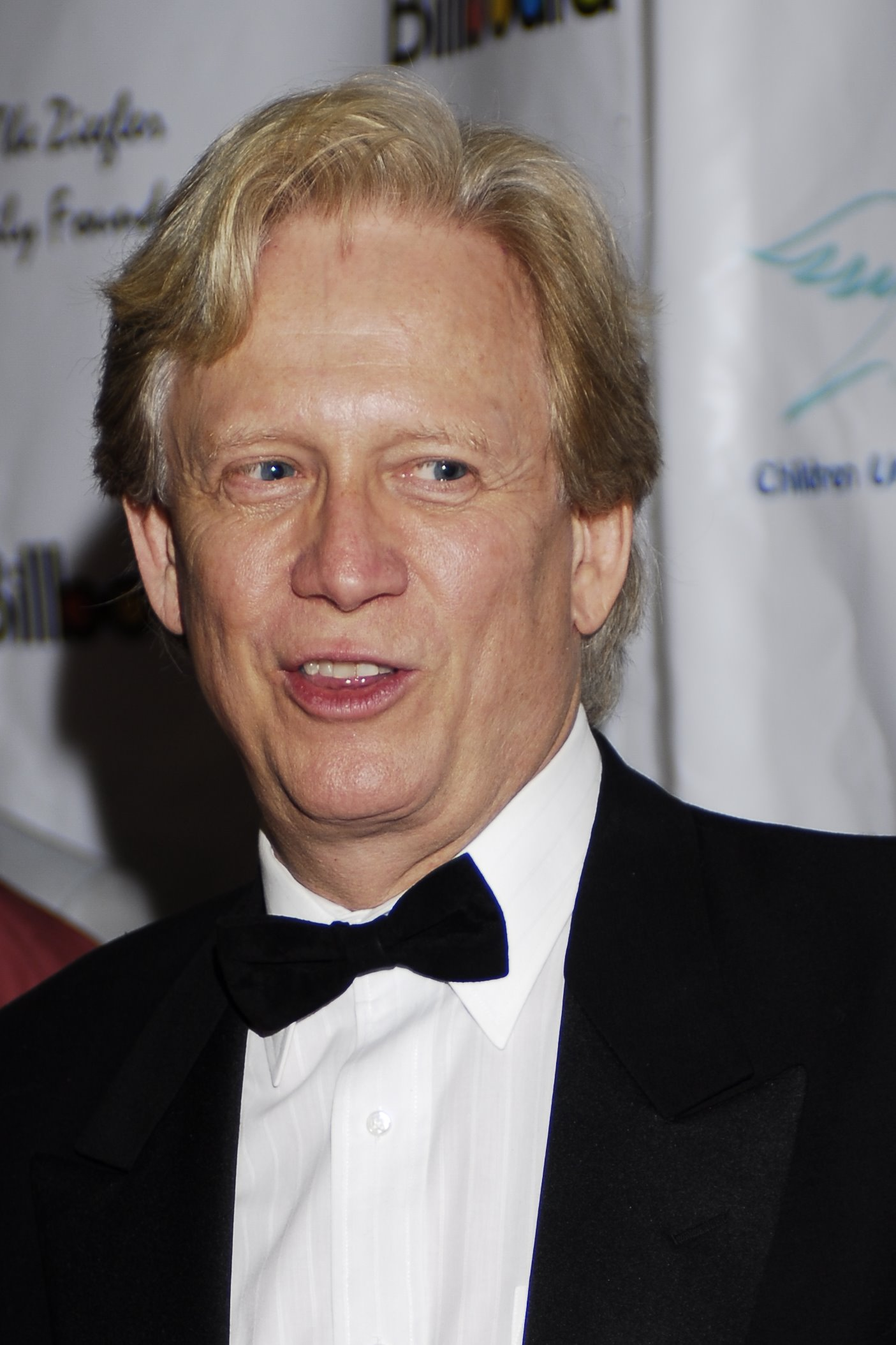
Bruce Davison

Knight Rider is een Amerikaanse televisiefilm uit 2008, gebaseerd op de gelijknamige televisieserie uit de jaren 80 van de 20e eeuw. De film dient als pilot voor de nieuwe Knight Rider-serie.
De film negeert de gebeurtenissen uit de televisiefilm Knight Rider 2000 en de serie Team Knight Rider.

## Verhaal
Op een avond arriveren een aantal monteurs van een elektriciteitsbedrijf bij het huis van Charles Graiman. Die is erg verbaasd daar hij ze pas de volgende ochtend had verwacht. Al snel blijkt dat de mannen kwade bedoelingen hebben. Ze gijzelen zijn dochter, waarna Graiman blijkbaar sterft aan een hartaanval. Terwijl ze zijn huis doorzoeken naar de informatie die ze willen (over een verdedigingsproject genaamd Prometheus), komen ze een auto tegen die uit zichzelf wegrijdt.
De volgende dag wordt Mike Traceur, een 23-jarige ex-soldaat, gewekt door zijn vriend Dylan Fass. Er staan twee mannen voor ze op de stoep die de 90 000 dollar, die Mike hen schuldig is, komen halen. Mike wil vluchten, maar zijn auto weigert dienst. De mannen bedreigen Dylan als Mike hen niet snel betaalt.
FBI-agente Carrie Rivai ontvangt bericht dat haar oude vriend Graiman is overleden, en gaat naar zijn huis om de zaak te onderzoeken. Ondertussen ontvangt Sarah Graiman, een 24-jaar oude docent aan de Stanford University, een telefoontje van KITT. Hij waarschuwt haar dat ze in gevaar is. Hij geeft haar instructies naar een plaats waar hij op haar wacht. Samen bezoeken ze Mike, die een oude vriend van Sarah blijkt te zijn. Ze vinden hem in het Montecito Casino, waar hij met poker probeert genoeg geld te verdienen om zijn schulden af te betalen.
Carrie arriveert bij Graimans huis, en vraagt de lokale sheriff om het lichaam te identificeren. Ze ontdekt dat de man in het huis niet de echte Graiman is. De echte Graiman kon op tijd ontkomen en zijn dubbelganger bood aan zijn plaats in te nemen. De echte Graiman arriveert ondertussen in het huis van Mikes moeder, Jennifer, en samen vertrekken ze naar een motel.
Dan wordt onthuld dat de mannen die het op Sarah en Graiman hebben voorzien huursoldaten zijn in dienst van BlackRiver, een veiligheidsdienst. Ze zitten achter een systeem aan dat Graiman had ontworpen, en waarmee het hele Amerikaanse verdedigingsnetwerk kan worden bestuurd. Graiman bezit de informatie om het systeem te activeren. Graiman belt Sarah, en vraagt haar om hem op te zoeken in het motel. Ook adviseert hij haar om Carrie op te bellen voor hulp. Carrie geeft op haar beurt de locatie door aan de sheriff, niet wetende dat hij ook bij BlackRiver hoort.
KITT, Sarah, en Mike arriveren op de afgesproken plaats, enkel om te zien dat de mannen van BlackRiver daar al zijn. Ze hebben Graiman nog niet gevonden. Met behulp van KITTs infraroodscanner vindt Mike Graiman en zijn moeder Jennifer als eerste, en brengt hen in veiligheid. Jennifer en Graiman vertellen Mike dat hij de zoon is van Michael Knight, de man die de originele KITT bestuurde.
Net als de groep wil vertrekken, arriveren de huursoldaten met de sheriff. Jennifer wordt doodgeschoten, waarna de sheriff en twee van de mannen Graiman meenemen. Mike en Carrie slagen erin de andere twee mannen uit te schakelen, waarna ze met KITT de achtervolging inzetten om Graiman te redden. Ze blokkeren de vluchtwagen, waardoor deze zich kapotrijdt op KITTs onverwoestbare pantser. Graiman komt er vrijwel ongeschonden vanaf, maar de andere inzittenden zijn zwaargewond of zelfs omgekomen in de crash.
Op weg naar Jennifers begrafenis vermeldt Graiman dat hij de Foundation of Law and Government weer nieuw leven in wil blazen, en biedt Mike de kans om de nieuwe KITT te besturen. Mike weigert, daar hij niet gelooft in wat de Foundation doet. Op de begrafenis ontmoet Mike zijn vader, Michael Knight. Deze vertelt hem dezelfde woorden die Wilton Knight op zijn sterfbed tegen Michael zei: een man kan een verschil maken.
In de slotscène ziet men Mike achter het stuur van KITT. Hij heeft blijkbaar toch de baan geaccepteerd en is de nieuwe Knight Rider.

## Rolverdeling
| Acteur                | Personage              | Opmerkingen |
| --------------------- | ---------------------- | ----------- |
| Justin Bruening       | Mike Traceur           |             |
| Deanna Russo          | Sarah Graiman          |             |
| Bruce Davison         | Charles Graiman        |             |
| Sydney Tamiia Poitier | FBI Agent Carrie Rivai |             |
| Val Kilmer            | KITT                   | stem        |
| David Hasselhoff      | Michael Knight         |             |
| Susan Gibney          | Jennifer Traceur       |             |

## Achtergrond

### Productie
Op 26 september 2007 maakte NBC bekend dat ze een twee uur durende pilot zouden maken voor een potentiële nieuwe Knight Rider serie. Toen al bestond het plan om de held van de nieuwe serie de vervreemde zoon van Michael Knight te laten zijn. Later werd besloten een televisiefilm te maken als pilot.
Producer Dave Andron schreef het script voor de film.

### Muziek
- Intro Sequence - Knight Rider (remix van de originele intromuziek)
- Chase Scene -
- Grief Scene - "Happy" by Wrens
- Las Vegas Scene -
- Funeral Scene - "Right Here" door Natalie Walker

### Connecties met de originele serie
De film gebruikt een remix van de intromuziek van de originele serie, en bevat een cameo van Michael Knight. De originele KITT wordt in onderdelen gezien.
In deze film blijkt dat Graiman Wilton Knight had geholpen KITT te ontwerpen.